# Artur Zirajewski
Artur „Iwan“ Zirajewski (* 29. Januar 1972; † 3. Januar 2010 in Danzig) war ein polnischer Straftäter und einer der Hauptzeugen im Mordfall des getöteten Chefs der polnischen Polizei, Marek Papała.

## Verurteilung
Laut Danziger Staatsanwaltschaft wirkte Zirajewski im sogenannten „Klub bezahlter Mörder“ (poln. Klub płatnych zabójców). 2007 wurde er wegen der Entführung und Tötung eines Danziger Geschäftsmannes im Jahre 1998 und wegen Beteiligung an einer kriminellen Organisation zu 15 Jahren Haftstrafe ohne Bewährung verurteilt. Aufgrund seiner Bereitschaft zur Kooperation mit den Behörden fiel seine Strafe vergleichsweise milde aus. Während der Verhandlung hatte Zirajewski unter Eid ausgesagt, dass er im April 1998 an einem Treffen teilgenommen habe, bei dem jemand gefunden werden sollte, der bereit war, den Warschauer Hauptpolizeichef und Oberinspektor Marek Papała umzubringen. Zu dem Treffen sei Zirajewski auf Einladung seiner Komplizen Andrzej „Słowik“ Banasiak und Nikodem „Nikoś“ Skotarczak sowie des Unternehmers Edward Mazur gekommen. Zirajewskis Aussage belastete Mazur stark, dem vorgeworfen wurde, den tatsächlichen Mörder Papałas zu kennen.

## Tod
Aufgrund einer Erkrankung wurde Zirajewski aus dem Gefängnis in ein naheliegendes Krankenhaus verlegt. Seine Verlegung soll er laut Berichten des Nachrichtenportals Onet absichtlich verursacht haben. Laut Darstellung des Nachrichtensenders TVN24 beging Zirajewski während seines stationären Aufenthaltes in dem Krankenhaus mit Hilfe von Schlaftabletten Selbstmord. Der damalige polnische Justizminister Krzysztof Kwiatkowski verwies dagegen auf natürlichen Tod in Folge einer Lungenembolie. Eine Autopsie ergab keine Hinweise auf eine selbst- oder fremdverschuldete Vergiftung. Zirajewskis Tod löste jedoch eine hitzige Debatte in der Öffentlichkeit aus. In der Folge wurde der stellvertretende Leiter der Danziger Haftanstalt, Major Waldemar Kowalski, trotz öffentlicher Proteste entlassen.